# Moviment Revolta Pagesa
La Revolta Pagesa és un moviment social de mobilització agrària que va sorgir a Catalunya l'any 2024 com a resposta a una situació de crisi estructural del sector primari. Va aplegar protestes de pagesos i ramaders arreu del territori i va tenir un fort impacte en el debat polític i mediàtic sobre el futur de la pagesia catalana.
L'objectiu, entre d'altres, era defensar, dignificar i reivindicar la pagesia i el seu paper essencial per al país i la societat.
El setembre de 2024 es va fundar el Gremi de la Pagesia Catalana, una entitat amb l’objectiu de donar visibilitat a la pagesia, promoure la sostenibilitat del territori i millorar les condicions del sector.

## Antecedents
En els anys previs a l’esclat de la Revolta Pagesa, el sector agrari català ja havia protagonitzat diverses mobilitzacions. L’any 2018 es van organitzar tractorades a Lleida i València per denunciar la venda per sota del preu de cost i reclamar mesures com la persecució de la venda a pèrdues, més fons per a assegurances agràries i controls més estrictes als productes importats.
El 2023, es van produir noves protestes, com les de Tàrrega, arran de la plaga de conills, i una marxa a Barcelona per reclamar ajuts davant les restriccions per la sequera i el tancament dels canals d’Urgell i Segarra-Garrigues. Aquestes accions ja mostraven el malestar creixent del sector.
Paral·lelament, a finals de 2023 i inicis de 2024, diverses mobilitzacions agràries es van estendre per Europa. A Alemanya, Itàlia, Bèlgica, Polònia, França i Portugal, milers de pagesos van sortir al carrer per denunciar condicions laborals difícils, competència deslleial de productes importats i una excessiva pressió burocràtica i mediambiental.

## Mobilització del febrer de 2024
El 6 i 7 de febrer de 2024 van tenir lloc les primeres mobilitzacions de la Revolta Pagesa, amb la participació d’uns 4.000 tractors arreu del territori. La protesta es va articular en forma de marxes lentes i talls de carreteres en punts com la Plana de Lleida, Girona, el Bages, Vic, el Penedès, entre altres.
L’esclat del moviment a Catalunya va ser el resultat d’una acumulació de greuges per part del sector agrari. Entre les causes destacades hi havia l’increment dels costos de producció, la caiguda dels preus en origen, una burocràcia complexa, l’encariment dels combustibles, restriccions de la sequera i la competència deslleial per part d’importacions que no compleixen els mateixos estàndards que els productes europeus.

## Continuïtat de les protestes
Després de la mobilització inicial, el moviment va mantenir una forta activitat. El 24 i 25 de febrer es van fer tractorades als passos fronterers del Pirineu, i el 3 de juny de 2024 es van tallar totes les fronteres entre Espanya i França en una acció coordinada considerada històrica.
També hi va haver mobilitzacions el 20 de novembre i el 10 de desembre de 2024, amb protestes contra les importacions extracomunitàries i contra l’acord entre la Unió Europea i els països de Mercosur.